# Готель «Пальміра»
«Пальміра» — колишній готель Кременчука. Будівля, де розташовувався готель, є пам'яткою архітектури місцевого значення та однією з небагатьох, збудованих до Жовтневого перевороту споруд Кременчука, що збереглися до сьогодні. Зараз в будівлі розташований Департамент освіти Кременчука.

## Історія
Готель був збудований наприкінці ХІХ століття на одній з найбільш жвавих вулиць міста — Херсонській (зараз — вулиця Лейтенанта Покладова). Навпроти розташовувався готель «Вікторія». Наприкінці ХІХ століття в готелі два місяці під час гастролей мешкав відомий цирковий артист Анатолій Дуров.
1900 року в готелі відбулися перші загальні збори Кременчуцького відділення Імператорського Російського технічного товариства, створеного для розвитку техніки й промисловості.
1902 року Кременчук уперше відвідав Шолом-Алейхем. Він зупинився саме в «Пальмірі», де працював над розділами повісті «Тев'є-молочар» та завершив оповідання «Годель». 1906 року в готелі зупинялась трупа одеського єврейського театру А. Фішзона.
1913 року в готелі навпроти зупинялися Ігор Сєверянин та поет і письменник Федір Сологуб, які виступали в Пушкінській народній аудиторії Кременчука. Обидва вони обідали та вечеряли в ресторані готелю «Пальміра».
Після Лютневої революції 1917 року в будівлі розмістилася Рада робітничих і солдатських депутатів. Пізніше готель знову відкривають, перейменувавши в «Жовтень».
Улітку 1938 року в готелі зупинилися два постояльці, які приїхали до Кременчука збирати й записувати українські народні пісні. Одним з них був Платон Майборода — на той час студент Київської консерваторії.
Будівлю, зруйновану під час Другої світової війни, відбудовуютьв у 1949 році  із максимальним збереженням первісного вигляду, і вона стає єдиним готелем у місті. У 1957 році в ньому зупинявся Павло Тичина.
Станом на 2018 рік у будівля має статус пам'ятки архітектури місцевого значення.
Зараз у цій будівлі знаходиться Управління освіти Кременчуцької міської ради.

## Опис
Будівля двоверхова, цегляна, тинькована, фарбована, П-подібна в плані, крила звернені в бік двору. Композиція симетрична. Центральний ризаліт, який трохи виступає вперед, вивершується  півповерхом, увінчаним трикутним фронтоном. Між першим і другим поверхами проходить горизонтальна тяга. Віконні отвори прямокутні, з простими наличниками. Стіни увінчує карниз без модульйонів. Дах вальмовий, критий бляхою. 